# Petko Rossen

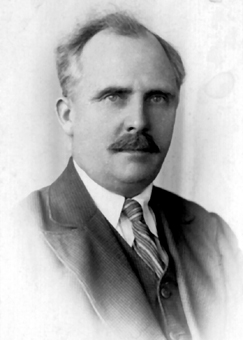
Petko Rossen

Petko Rossen (auch Petko Rosen geschrieben, bulgarisch Петко Росен; * 15. Oktober 1880 in Kofçaz, damals Osmanisches Reich heute in der Türkei; † 30. April 1944 in Burgas, Bulgarien), Geburtsname Petko Georgiew Tschorbadschiew (bulg. Петко Георгиев Чорбаджиев), war ein bulgarischer Freiheitskämpfer, Mitglied der BMARK, Schriftsteller, Literaturkritiker und Politiker der Demokratischen Partei.

## Leben
Petko Rossen wurde im osmanischen Kowtschas (heute in der Türkei) geboren. Sein Vater Georgi Tschorbadschiew war einer der vermögendsten Händler und Züchter des Ortes. Als Kind zog Petko mit seiner Familie im befreiten Teil Bulgariens, in das von den Tscherkessen verlassene Dorf Gerge bunar (bulgarisch Герге бунар in der ostbulgarischen Gemeinde Sredez) und später nach Burgas, wo sein Vater Besitzer der Minkow-Gaststätte wurde.
1901 beendete Petko das Gymnasium in Russe, einer der größten und fortschrittlichsten bulgarischen Städte dieser Zeit. Er nahm an den Balkankriegen 1912/13 und am Ersten Weltkrieg teil. Danach schrieb er sich in der historisch-philologischen Fakultät an der Universität Sofia ein, wechselte später jedoch zu Jura. 1903 nahm Petko Rossen am Ilinden-Preobraschenie-Aufstand im Strandscha-Gebirge teil, der gegen die unter osmanisch-türkische Obrigkeit stehende bulgarische Gebiete gerichtet war. Nach dem Scheitern des Aufstands zog er nach Paris und Genf, wo er Jura studierte. Ab 1909, nach seinem Studium lebte er in der Schwarzmeerhafenstadt Burgas.
Seine erste Kritik schrieb Petko Rossen zum Werk Na Krastopat (bulgarisch На кръстопът) von Anton Straschimirow. Sie wurde im Magazin Demokratitscheski pregled (bulgarisch Демократически преглед) veröffentlicht. Er war Mitarbeiter des Magazins Misal und der Zeitungen Sarja (bulgarisch Заря), Slowo (bulgarisch Слово), Swobodna retsch (bulgarisch Свободна реч), Prjaporez (bulgarisch Пряпорец), Burgaski far, Burgaska poschta (Бургаска поща), Slatorog (Златорог) und Filosofski pregled (Философски преглед).
1931 wurde Petko Rossen auf der Liste der Demokratischen Partei als Abgeordneter in das bulgarische Parlament gewählt. Während des Zweiten Weltkrieges wurde er festgenommen und in Panagjurischte interniert.
In den letzten Jahren führte Petko Rossen Tagebuch über seine Kontakte und Treffen mit bulgarischen Intellektuellen. Ein Teil seiner Memoiren wurden post mortem veröffentlicht.
Petko Rossen starb am 30. April 1944 in Burgas.

## Weiteres
- Ihm zu Ehren wurde sein Heimatdorf Gerge bunar in Rossenowo umbenannt, sowie die Grubensiedlung Mina Rossen, das Dorf Rossen, der Fluss Rossen, die Gipfel Großer und Kleiner Rossen in der Hügelkette Meden rid und der größte Park der Stadt Burgas Park Rossenez nach ihm benannt.
- In Burgas wird ihm zu Ehren jährlich der Petko-Rossen-Preis verliehen.

## Bibliographie
- „От Дунав до Бяло море“ (1927)
- „На Еньовден“
- „Литературни сенки и силуети“ (1928)
- „Между народа. Видяно и чуто“
- „Литературата ни вчера и днес“ — от Петко Росен в „Хиперион“, IV, кн. 1-2
- Петко Росен. „През гори зелени“. С., 1982
- Памуков, Ст. „Сто неизвестни писма“, Пд., 1981 г., Хр. Г. Данов, с. 267